# Choroba Rendu-Oslera-Webera
Choroba Rendu-Oslera-Webera (wrodzona naczyniakowatość krwotoczna, ang. hereditary hemorrhagic telangiectasia, Osler-Weber-Rendu syndrome, ORW disease) – genetycznie uwarunkowana choroba z grupy fakomatoz. Objawia się malformacjami naczyniowymi. Dziedziczenie jest autosomalne dominujące.
W przebiegu choroby w okresie pokwitania pojawiają się na błonach śluzowych nosa, jamy ustnej, warg i języka, a także przewodu pokarmowego (żołądka, przełyku) oraz dróg moczowych, podatne na urazy naczyniaki. Liczba naczyniaków wzrasta z wiekiem; nasilają się również objawy kliniczne. Krwotoki z nosa leczy się miejscowo lekami hemostatycznymi bądź tamponadą; często rozwijająca się niedokrwistość pokrwotoczna wymaga leczenia preparatami żelaza bądź toczenia masy erytrocytarnej.
Typ I choroby spowodowany jest mutacją w genie ENG w locus 9q34 kodującym endoglinę. Inne typy choroby wiążą się z mutacjami w loci ALK1 na chromosomie 12q (typ II), CACNA1A na 5q31 (typ III) i 7p14 (typ IV).